# Кирил Прашков
Кирил Любенов Прашков е български художник концептуалист.

## Биография
Роден е на 30 юни 1956 г. в София. Следва във ВИИИ „Николай Павлович“ от 1977 до 1983 г., специалност „Илюстрация и оформление на книга“.
Започва кариерата си в средата на 1980-те години като график и илюстратор на книги, но бързо се насочва и към нетрадиционни форми на изкуството, експериментира с класически и нови художествени средства.
През 1990-те г. придобива международна известност с поетично-ироничните си рисунки, обекти, инсталации и фотографии. Често композицията и формата са във вид на цитат, изречение или име, което отпраща към различни култури. По думите на куратора Мария Василева той е „обсебен от текста, от словото, от думите“.
Кирил Прашков има над 20 индивидуални изложби в България, Швейцария, Австрия и САЩ. Участва в множество групови проекти и международни биеналета: 1995 – Йоханесбург; 1997 и 2002 – Цетине, и др. Куратор е на изложби в Монголия, Румъния, Гърция и в родината си.
Член е на Съюза на българските художници (СБХ) от 1985 г. и на Института за съвременно изкуство – София от създаването му през 1995 г. Там си партнира с Ярослава (Яра) Бубнова (директор, куратор), Лъчезар Бояджиев (художник), Мариела Гемишева (моден дизайнер), Правдолюб Иванов (художник), Александър Кьосев (културолог), Калин Серапионов (художник), Недко Солаков (художник), Мария Василева (куратор), Красимир Терзиев (художник), Стефан Николаев (художник), Иван Мудов (художник).

## Критиците за него
За изкуството му културологът Ангел Ангелов пише: „Кирил Прашков обича да коментира една от традициите на модернизма, с почтителност я пресъздава в природни материали – една възможна нейна противоположност. Прашков пресътвори кръга, квадрата и кръста на Малевич от слама, картини на Мондриан и готови обекти на Дюшан от клони и пръчки. Преводът на Прашков показва, че концептуалният, революционният авангард е станал „естествено“ разбираем, превърнал се е в един вид природа. […] Елементът на забавление не изключва нито почтителността, нито драматизма, ако се ориентирам в тълкуването, което Прашков предлага.“